# ملكة جمال كندا
لجنة ملكة جمال كندا (بالإنجليزية: Miss Universe Canada)‏ هي مسابقة سنوية لجمال الفتات. الفائزة بها مخترة لتمثل دولة كندا في مسابقة ملكة جمال الكون. تجري كل عام بدءا منذ عام 2003.

## تاريخ
حصل هذا التنظيم ("Beauties of Canada Organization") على الحقوق الحصرية ليرسل المنافسة لمسابقة ملكة جمال الكون في عام 2002. خلق «براندون ماكلينن» الشركة ورئيسها هو الكندي من أصل نيكاراغوي، «دينيس دافيلا».
أقيمت المسابقة الأولى في عام 2003، وكانت الفائزة الأولى «ليان ماري ساسيل» وهي قد وصلت إلى النهائيات في مسابقة ملكة جمال الكون. ناتالي جليبوفا فازت مسابقة ملكة جمال الكون في عام 2005.

## جدل
شهدت هذه المسابقة جدلا في وسائل الإعلام في مارس عام 2012 حين طرد منظموها إحدى المشاركات، جينا تالاكوفا، التي كانت قد وصلت إلى النهائيات، بعد أن اكتشف أنها متحولة جنسيا.